# وادي العنبري
وادي العنبري، هو أحد الأودية الواقعة في وسط إقليم الوشم التابع لمنطقة الرياض ويبعد عن مدينة الرياض حوالي 180 كم من جهة الشمال الغربي وينحدر من صفراء القرائن من ثلاثة فروع رئيسة، متجهاً نحو الشرق إلى قصور شقراء وقد يصل إلى قاع ثرمداء بعد السيول الطوفانية كما حدث في سنة الغرقة.

## تسمية الوادي
سُمّي الوادي نسبة إلى العنبر بن يربوع من بني حنظلة من بني تميم وهي مساكنهم قديماً ومنهم سجاح وفي العنبرية قال الفرزدق:

## بدايته ونهايته
يبدأ وادي العنبري من أعالي صفراء القرائن من كرد ووادي الخيس النميري ووادي الحسي، ويسير الوادي نحو الشرق؛ فإذا كان السيل ضعيفاً اقتصر على نخيل كردة و النميري، وإذا كان معتدلاً ذهب فائضه إلى قصور شقراء التي تبعد عن القرائن 7كم، وإذا كان السيل قوياً وصل إلى ثرمداء التي تبعد حوالي 25كم.

## روافد الوادي
- وادي كردة
- وادي النميري(الخيس)
- وادي الحسي.[3]

## سد العنبري
يقع على مجرى وادي العنبري بارتفاع 8 أمتار وسعة تخزينية تصل إلى 110000م3.

## انظر ايضاً
- وادي نساح
- وادي الرمة
- القرائن

## وصلات خارجية
- بالقرائن بين التاريخ والجغرافيا والحضارة.
- وادي العنبري .. ديار بني تميم.